# Marta Maria Amato
Marta Maria Amato (Arealva, 15 de junho de 1946 – São Carlos, 13 de abril de 2020) foi uma historiadora, genealogista e pesquisadora brasileira.

## Biografia
Nascida em 15 de junho de 1946, era filha do professor Corinto Amato e D. Nair Souza Simões. Pelo lado materno, tinha antepassados no sul de Minas Gerais e descendia de duas das lendárias Três Ilhoas, precisamente de Antônia da Graça e de Júlia Maria da Caridade.

### Carreira
Especializou-se em imigração açoriana no Brasil e na origem e descendência dos povoadores de São Paulo e do sul de Minas Gerais. Foi presidente e fundadora da Associação Gentree Genealogia e História; sócia fundadora da Associação Brasileira dos Pesquisadores de História e Genealogia (ASBRAP), membro de diversas entidades genealógicas do Brasil e do exterior. É dela a revisão, concluída em 2002, da "Genealogia Paulistana", obra em nove volumes de Luiz Gonzaga da Silva Leme, editada entre 1903 e 1905, que investiga origens e destinos dos clãs que formaram São Paulo, desde quando a cidade era a segunda da capitania de São Vicente, nos idos de 1500.
Colaborou na obra "As Três Ilhoas", de José Guimarães, principalmente na pesquisa de sua ascendência açoriana, cujas informações inéditas são de sua pesquisa.
Tem extensa produção de obras genealógicas. Realizou a pesquisa e a montagem do histórico das quatro primeiras gerações da família Junqueira, para a publicação, em 2005, da obra "Família Junqueira: sua História e Genealogia", ampliação da segunda edição do livro de Frederico de Barros Brotero, publicada em 1960. Também realizou o trabalho da genealogia do ex-presidente Fernando Henrique Cardoso.

### Falecimento
Foi diagnosticada com um câncer nos brônquios em fevereiro de 2020, vindo a falecer no dia 13 de abril do mesmo ano.

## Obras
- A Freguesia de Nossa Senhora da Conceição de Carrancas e sua História, Ed. Loyola, São Paulo, 1996.
- Biblioteca de Genealogia - Famílias Mineiras do Século XVIII.
- Povoamento do Planalto de Pedra Branca – Caldas e Região – em co-autoria com Reynaldo de Oliveira Pimenta, São Paulo, 1998.
- Inácio Franco – Um ramo Inédito das Três Ilhoas – em co-autoria com Douglas Fazzolato – Sir Speedy, São Paulo, 2000.
- Genealogia Paulistana – Silva Leme ", Coordenadora da Reedição, São Paulo, 2002.
- Correções e acréscimos à Genealogia Paulistana, São Paulo, 2003.
- Povoadores dos Caminhos de Minas – 10 volumes - São Paulo, 2004-2005.
- Os Rodrigues da Cunha - A Saga de uma Família: Genealogia e História – 1° edição - Campinas, 2008.